# Dominikanska republikens Davis Cup-lag
Dominikanska republikens Davis Cup-lag styrs av Dominikanska republikens tennisförbund och representerar Dominikanska republiken i tennisturneringen Davis Cup, tidigare International Lawn Tennis Challenge. Dominikanska republiken debuterade i sammanhanget 1989, och har bland annat spelat final i Amerikazonens Grupp II.